# KBS 드라마 스페셜
《KBS 드라마 스페셜》은 KBS 2TV에서 방송되는 단막극 프로그램이다. 매년 10월부터 12월 사이(4분기)에 방송된다.

## 개요
2008년 3월 29일 〈돈꽃〉 편을 마지막으로 종영된 《KBS 드라마시티》 이후 명맥이 끊긴 단막극이 2년 1개월 만에 부활하였으며, 2013년까지 해마다 1부작으로 된 단막극과 2~4부작짜리 연작 시리즈를 번갈아 편성하였다.
2010년부터 2015년까지 작품 수가 24회 안팎으로 제작되었으나, 2016년부터는 하반기(주로 가을)에만 매년 10회씩 작품의 시리즈 구성에 편성하고 있다.

## 방송 일시
| 방송 기간                           | 방송 시간                              |
| ----------------------------------- | -------------------------------------- |
| 2010년 5월 15일 ~ 2010년 11월 27일  | 매주 토요일 밤 11시 15분 ~ 12시 25분   |
| 2011년 6월 5일 ~ 2011년 7월 17일    | 매주 일요일 밤 11시 15분 ~ 12시 25분   |
| 2011년 7월 24일 ~ 2011년 11월 6일   | 매주 일요일 밤 11시 25분 ~ 12시 35분   |
| 2011년 11월 13일 ~ 2011년 11월 27일 | 매주 일요일 밤 11시 30분 ~ 12시 40분   |
| 2012년 6월 3일 ~ 2012년 12월 23일   | 매주 일요일 밤 11시 45분 ~ 12시 55분   |
| 2013년 6월 12일 ~ 2013년 10월 23일  | 매주 수요일 밤 11시 10분 ~ 12시 20분   |
| 2013년 11월 3일 ~ 2013년 12월 8일   | 매주 일요일 밤 11시 55분 ~ 1시 5분     |
| 2014년 1월 26일 ~ 2014년 2월 2일    | 매주 일요일 밤 11시 55분 ~ 1시 5분     |
| 2014년 2월 23일 ~ 2014년 4월 13일   | 매주 일요일 밤 11시 55분 ~ 1시 5분     |
| 2014년 5월 11일 ~ 2014년 6월 8일    | 매주 일요일 밤 11시 55분 ~ 1시 5분     |
| 2014년 9월 14일 ~ 2014년 11월 2일   | 매주 일요일 밤 12시 ~ 1시 10분         |
| 2014년 11월 9일 ~ 2014년 12월 7일   | 매주 일요일 밤 12시 10분 ~ 1시 20분    |
| 2015년 3월 13일 ~ 2015년 4월 3일    | 매주 금요일 밤 9시 30분 ~ 11시 10분    |
| 2015년 7월 31일 ~ 2015년 8월 28일   | 매주 금요일 밤 10시 50분 ~ 12시 10분   |
| 2015년 10월 24일 ~ 2015년 11월 28일 | 매주 토요일 밤 11시 50분 ~ 1시 10분    |
| 2016년 9월 25일 ~ 2016년 11월 27일  | 매주 일요일 밤 11시 40분 ~ 12시 50분   |
| 2017년 9월 3일 ~ 2017년 11월 5일    | 매주 일요일 밤 10시 40분 ~ 11시 50분   |
| 2018년 9월 14일 ~ 2018년 11월 16일  | 매주 금요일 밤 10시 ~ 11시 10분        |
| 2019년 9월 27일 ~ 2019년 11월 29일  | 매주 금요일 밤 11시 15분 ~ 12시 25분   |
| 2020년 11월 7일 ~ 2020년 11월 14일  | 매주 토요일 밤 10시 30분 ~ 11시 50분   |
| 2020년 11월 19일 ~ 2020년 12월 24일 | 매주 목요일 밤 10시 40분 ~ 12시        |
| 2021년 10월 22일 ~ 2021년 11월 12일 | 매주 금요일 밤 11시 25분 ~ 12시 55분   |
| 2021년 11월 19일 ~ 2021년 12월 24일 | 매주 금요일 밤 11시 25분 ~ 12시 35분   |
| 2022년 11월 16일 ~ 2022년 12월 28일 | 매주 수요일, 목요일 밤 9시 50분 ~ 11시 |
| 2023년 10월 14일 ~ 2023년 11월 4일  | 매주 토요일 밤 10시 45분 ~ 12시 5분    |
| 2023년 11월 11일 ~ 2023년 11월 18일 | 매주 토요일 밤 11시 25분 ~ 12시 45분   |
| 2023년 11월 25일 ~ 2023년 12월 16일 | 매주 토요일 밤 11시 10분 ~ 12시 30분   |
| 2024년 11월 5일 ~ 2024년 12월 10일  | 매주 화요일 밤 10시 45분 ~ 12시 20분   |
| 2025년                              | 예정중                                 |

## 작품 리스트
|  | - 아래의 텔레비전 드라마 중 2002년 11월 이후에 시청 가능 연령을 표시하는 드라마 등급 제도를 의무적으로 시행하고 있습니다. - 2017년 3월 1일부터 TV 프로그램 등급 표시 외에 주제, 폭력성, 선정성, 언어, 모방 위험 등 분류 사유 표시를 의무적으로 시행하고 있습니다. |

|  | - 시청등급은 15세 이상 시청가를 제외하고 비고 란에 표시되었음. |

### 2010년
| 회차 | 방송일    | 제목 (타이틀)                        | 출연자                                                 | 각본   | 연출   | 시청률 | 비고  |
| ---- | --------- | ------------------------------------ | ------------------------------------------------------ | ------ | ------ | ------ | ----- |
| 1화  | 5월 15일  | 빨강 사탕                            | 박시연, 이재룡, 김여진, 육동일                         | 노희경 | 홍석구 | 5.0%   |       |
| 2화  | 5월 22일  | 무서운 놈과 귀신과 나                | 이원종, 박기웅, 김민지, 연지후, 신창주                 | 박연선 | 김용수 | 4.1%   |       |
| 3화  | 5월 29일  | 끝내주는 커피                        | 조연우, 윤해영                                         | 이선영 | 이재상 | 7.6%   | [ 2 ] |
| 4화  | 6월 5일   | 조금 야한 우리 연애                  | 이선균, 황우슬혜                                       | 박은영 | 김형석 | 6.6%   |       |
| 5화  | 6월 19일  | 옆집 아줌마                          | 선우선, 이태성, 홍완표, 정우혁                         | 권기영 | 황의경 | 4.8%   |       |
| 6화  | 7월 3일   | 이유                                 | 이보희, 박그리나                                       | 박형진 | 정창근 | 4.3%   |       |
| 7화  | 7월 10일  | 위대한 계춘빈                        | 정유미, 정경호, 안서현, 최유화, 최대훈, 조희봉, 오나미 | 윤지희 | 이응복 | 4.8%   |       |
| 8화  | 7월 17일  | 비밀의 화원                          | 백진희, 민지, 이동규                                   | 하무수 | 문준하 | 3.9%   |       |
| 9화  | 7월 24일  | 우연의 남발                          | 최덕문, 오용, 송재룡, 명계남                           | 손황원 | 노상훈 | 3.1%   |       |
| 10화 | 7월 31일  | 남파 트레이더 김철수 씨의 근황       | 이큐리(티아라), 오만석                                 | 이명숙 | 박현석 | 3.8%   |       |
| 11화 | 8월 7일   | 보라색 하이힐을 신고 저승사자가 온다 | 전보람(티아라), 정성화, 전혜빈                         | 주화미 | 홍석구 | 5.1%   |       |
| 12화 | 8월 14일  | 아리동 라스트 카우보이               | 양택조, 김진태                                         | 박진우 | 김용수 | 4.0%   | [ 3 ] |
| 13화 | 8월 21일  | 마지막 후뢰시맨                      | 박유선, 김지영, 이성민, 이미영, 남보라                 | 윤지희 | 김진원 | 4.2%   | [ 4 ] |
| 14화 | 8월 28일  | 여름 이야기                          | 여욱환, 손여은, 백은아, 김광규                         | 민정수 | 윤성식 | 4.1%   |       |
| 15화 | 9월 4일   | 돌멩이                               | 정한용, 이도경, 김혜옥, 여민주, 이인                   | 방지영 | 김형석 | 3.7%   |       |
| 16화 | 9월 11일  | 나는 나비                            | 김희원, 김선경, 최일화, 류상욱, 조선형                 | 이현주 | 황의경 | 4.5%   |       |
| 17화 | 10월 2일  | 소년 소녀를 만나다                   | 윤희석, 김정란, 김효서, 이미소                         | 박은영 | 김영균 | 4.5%   |       |
| 18화 | 10월 9일  | 마음을 자르다                        | 문정희, 임지규, 김나운, 사미자                         | 허성혜 | 전창근 | 4.2%   |       |
| 19화 | 10월 16일 | 오페라가 끝나면                      | 김갑수, 최원영, 김보경                                 | 박은영 | 노상훈 | 3.9%   |       |
| 20화 | 10월 23일 | 텍사스 안타                          | 손현주, 유건, 김광현, 조창근, 김보라                   | 한상운 | 박현석 | 4.6%   |       |
| 21화 | 10월 30일 | 가족의 비밀                          | 이희도, 김미경, 윤세아, 전아민, 윤주상                 | 허성혜 | 김정민 | 3.9%   |       |
| 22화 | 11월 6일  | 달팽이 고시원                        | 이규한, 서지혜, 김결                                   | 윤지희 | 김진원 | 4.0%   |       |
| 23화 | 11월 20일 | 어서 말을 해                         | 배수빈, 김규리, 방중현, 전익령                         | 이도열 | 윤성식 | 4.2%   |       |
| 24화 | 11월 27일 | 피아니스트                           | 민호, 한지혜, 최필립, 조희봉                           | 박은영 | 문준하 | 4.6%   |       |

### 2011년
| 회차 | 방송일    | 제목 (타이틀)                          | 출연자                                                         | 각본   | 연출   | 시청률 | 비고 |
| ---- | --------- | -------------------------------------- | -------------------------------------------------------------- | ------ | ------ | ------ | ---- |
| 1화  | 6월 5일   | 영덕 우먼스 씨름단                     | 이종혁, 이세영, 전소민                                         | 박은영 | 김형석 | 5.5%   |      |
| 2화  | 6월 12일  | 그 남자가 거기 있다                    | 김성은, 김영훈, 최덕문, 김경익, 김진성                         | 권세진 | 노상훈 | 3.6%   |      |
| 3화  | 6월 19일  | 남자가 운다                            | 손현주, 조미령, 이용우                                         | 정현민 | 한준서 | 5.4%   |      |
| 4화  | 6월 26일  | 화평공주 체중감량사                    | 유진, 류승수, 최대철, 한유이, 이원종                           | 김은령 | 송현욱 | 8.2%   |      |
| 5화  | 7월 3일   | 제7요일                                | 고은미, 김민성, 김혜진, 김천만                                 | 안소민 | 문영진 | 4.6%   |      |
| 6화  | 7월 10일  | 삐삐가 울린다                          | 안석환, 서태화, 반민정, 이제관, 강필석                         | 박소영 | 신현수 | 3.9%   |      |
| 7화  | 7월 17일  | 올레길 그 여자                         | 박정아, 독고영재, 고세원, 김민희, 이보희                       | 정현민 | 진형욱 | 5.1%   |      |
| 8화  | 7월 24일  | 미련                                   | 장신영, 이천희, 양진우, 변우종                                 | 김선덕 | 김상휘 | 5.5%   |      |
| 9화  | 7월 31일  | 큐피드 팩토리                          | 이희준, 박수진, 김우빈, 김미진                                 | 허성혜 | 김형석 | 3.5%   |      |
| 10화 | 8월 7일   | 클럽 빌리티스의 딸들                   | 김혜옥, 최란, 한고은, 오세정, 진세연, 안지현, 손민지           | 손지혜 | 한준서 | 5.0%   |      |
| 11화 | 8월 21일  | 동일범                                 | 이지훈, 이성민, 이희준, 서현철, 신다은, 백원길, 서지연         | 이도열 | 모완일 | 5.8%   |      |
| 12화 | 8월 28일  | 기쁜 우리 젊은 날                      | 최성원, 유다인, 문혁, 백수련, 경규원, 김환희, 조선형, 박명신   | 한희정 | 송현욱 | 3.8%   |      |
| 13화 | 9월 18일  | 딸기 아이스크림                        | 엄현경, 김영훈, 나현주                                         | 하무수 | 지병현 | 4.5%   |      |
| 14화 | 9월 25일  | 휴먼 카지노                            | 이장우, 김정태, 김민서, 박정민, 문천식, 이종구, 방중현, 김동범 | 허성예 | 김성윤 | 3.6%   |      |
| 15화 | 10월 2일  | 필살기                                 | 임원희, 정만식, 신다은, 김두율, 안성헌                         | 안홍란 | 김상휘 | 4.3%   |      |
| 16화 | 10월 9일  | 터미널                                 | 김성오, 이윤지, 양희경, 이원종                                 | 정윤정 | 전우성 | 5.0%   |      |
| 17화 | 10월 16일 | 수호천사 김영구                        | 이필모, 김별, 황영희, 최덕문, 박재웅, 정강희                   | 정현민 | 김진원 | 4.1%   |      |
| 18화 | 10월 23일 | 82년생 지훈이                          | 허정민, 최윤소, 김승욱, 신혜경, 이문수, 유태웅                 | 서유선 | 송현욱 | 4.1%   |      |
| 19화 | 10월 30일 | 아내의 숨소리                          | 조연우, 최자혜, 전익령, 황동주                                 | 안홍란 | 신현수 | 4.7%   |      |
| 20화 | 11월 6일  | 서경시 체육회 구조조정 비하인드 스토리 | 박원상, 김민서, 이해영                                         | 정현민 | 지병현 | 3.5%   |      |
| 21화 | 11월 13일 | 이중주                                 | 전성환, 심이영, 정인서, 조재완, 윤진호, 최종률                 | 김혜진 | 모완일 | 4.0%   |      |
| 22화 | 11월 20일 | 늦어서 미안해                          | 윤주상, 성병숙, 정수영                                         | 김보연 | 김성윤 | 4.8%   |      |
| 23화 | 11월 27일 | 아내가 사라졌다                        | 조희봉, 이세은, 박희진, 김준배, 양한열, 김주엽                 | 한상운 | 전우성 | 5.9%   |      |

### 2012년
| 회차 | 방송일    | 제목 (타이틀)             | 출연자 | 각본                 | 연출   | 시청률 | 비고 |
| ---- | --------- | ------------------------- | --- | -------------------- | ------ | ------ | ---- |
| 1화  | 6월 3일   | 습지생태 보고서           | 성준, 김창환, 정영기, 이재원, 구은애, 최태환, 손산                                                           | 한상운               | 박현석 | 2.8%   |      |
| 2화  | 6월 17일  | 노숙자씨의 행방           | 조성하, 오윤아, 조희봉, 박효준, 선학                                                                         | 안홍란               | 전우성 | 4.0%   |      |
| 3화  | 6월 24일  | 리메모리                  | 차수연, 김태훈, 김규철, 최무인, 이미소, 남동진, 박혁민                                                       | 황민아               | 김영균 | 3.1%   |      |
| 4화  | 7월 1일   | 내가 우스워보여?          | 이천희, 박상욱, 최유화, 신승환, 박선우, 고인범                                                               | 안홍란               | 황인혁 | 3.7%   |      |
| 5화  | 7월 8일   | 불이문(不二門)            | 전예서, 정의갑, 서갑숙, 김철웅, 오영수, 이영은, 김우석                                                       | 강민숙               | 이원익 | 3.9%   |      |
| 6화  | 7월 15일  | 걱정마세요 귀신입니다     | 봉태규, 박신혜, 이하율, 박로사                                                                               | 황다은               | 이은진 | 3.9%   |      |
| 7화  | 7월 22일  | 칼잡이 이발사             | 박성웅, 남규리, 최승경, 조달환, 이철민, 조재윤                                                               | 백혜정 김신태        | 이정섭 | 4.0%   |      |
| 8화  | 8월 19일  | 스틸사진                  | 남궁민, 문정희, 심이영, 박혁권, 남명렬, 박보검, 경수진                                                       | 김선희               | 권계홍 | 3.8%   |      |
| 9화  | 8월 26일  | 내가 가장 예뻤을 때       | 전익령, 이종석, 송영규, 김수연                                                                               | 이현주               | 백상훈 | 3.8%   |      |
| 10화 | 9월 2일   | 유리감옥                  | 임정은, 진태현, 배성우, 박충선, 손병욱, 서이안                                                               | 백혜정               | 이응복 | 4.5%   |      |
| 11화 | 9월 9일   | 칠성호                    | 정우, 박효주, 김뢰하, 정만식, 김수현, 조재윤, 이재원, 민경진, 이태림, 김지성, 유제건, 강덕중                 | 백혜정               | 이응복 | 3.3%   |      |
| 12화 | 9월 16일  | 아트                      | 이보희, 박준금, 엄태구, 김예원, 김종구, 백찬기, 김지숙, 박종환                                               | 한상운               | 박현석 | 1.7%   |      |
| 13화 | 9월 23일  | 내 아내 네이트리의 첫사랑 | 박원상, 김예원, 김정헌, 김지영                                                                               | 조수영               | 정길영 | 3.4%   |      |
| 14화 | 10월 7일  | 태권, 도를 아십니까       | 임지규, 니엘, 한여름, 김희원, 김소영, 윤박, 기주봉, 이채은, 최민수, 이대훈, 유재상, 남태부                   | 유보라               | 김영균 | 3.2%   |      |
| 15화 | 10월 14일 | 모퉁이                    | 김용림, 연준석, 박현정, 윤유선                                                                               | 이주연               | 김영진 | 3.9%   |      |
| 16화 | 10월 21일 | 친구 중에 범인이 있다     | 고정민, 심이영, 신동미, 민지아, 김영훈, 최덕문, 김늘메                                                       | 권기영               | 노상훈 | 4.3%   |      |
| 17화 | 10월 28일 | 아빠가 간다               | 조희봉, 신소미, 김진수, 방준서, 김형범, 이윤애, 현석, 이정호, 이미지                                         | 백혜정               | 김명욱 | 4.6%   |      |
| 18화 | 11월 4일  | 저어새, 날아가다          | 송종호, 김혜정, 김정난, 오용, 정은표, 이주석                                                                 | 유보라               | 전산   | 3.9%   |      |
| 19화 | 11월 11일 | 환향-쥐불놀이             | 원기준, 오인혜, 허윤정, 방중현, 주희중, 김새벽, 김호영, 장경아, 이범우                                       | 최서현               | 이원익 | 3.8%   |      |
| 20화 | 11월 18일 | 복마전                    | 안내상, 최우석, 허재호, 진원, 유종근, 정원중, 양승걸, 김천만, 윤순홍, 성찬호, 강기성, 이기영, 박희은, 손하정 | 강지희               | 문영진 | 3.2%   |      |
| 21화 | 12월 2일  | 기적 같은 기적            | 남상미, 이천희, 라경덕, 이태우, 이주실, 구혜령, 김기천, 김승욱                                               | 선영                 | 이은진 | 4.0%   |      |
| 22화 | 12월 9일  | 오월의 멜로               | 조안, 기태영, 기주봉, 이미도, 조재완, 유순철, 방중현, 김근아, 전예서, 장대웅                                 | 황민아               | 백상훈 | 4.3%   |      |
| 23화 | 12월 16일 | 상권이                    | 이문식, 최무성, 조시내, 유형관, 정민성, 주진모, 김남진, 김시운, 최무인, 서진원                               | 유보라               | 김진우 | 6.1%   |      |
| 24화 | 12월 23일 | 또 한번의 웨딩            | 홍수현, 진이한, 후지이 미나, 김슬기, 김민교, 최희                                                            | 이제인 최지영 전찬호 | 최지영 | 4.9%   |      |

### 2013년
| 회차 | 방송일    | 제목 (타이틀)              | 출연자                                                                 | 각본   | 연출   | 시청률 | 비고 |
| ---- | --------- | -------------------------- | ---------------------------------------------------------------------- | ------ | ------ | ------ | ---- |
| 1화  | 6월 12일  | 내 낡은 지갑 속의 기억     | 류수영, 남보라, 유인영                                                 | 채승대 | 이정섭 | 3.0%   |      |
| 2화  | 6월 19일  | 내 친구는 아직 살아있다    | 이기광, 이주승, 전수진, 김창환, 김예령                                 | 고정원 | 이응복 | 3.1%   |      |
| 3화  | 6월 26일  | 유리 반창고                | 박상면, 이혜인, 윤유선, 김동현                                         | 이주연 | 김영진 | 2.9%   |      |
| 4화  | 8월 7일   | 불침번을 서라              | 기태영, 김민주, 김유현, 곽희성, 이은하, 김대희, 신민철                 | 정지은 | 이덕건 | 4.1%   |      |
| 5화  | 8월 14일  | Happy! 로즈데이            | 김도현, 소유진, 정웅인, 안소희, 장도윤, 김미림                         | 김민정 | 김영조 | 3.6%   |      |
| 6화  | 8월 21일  | 기묘한 동거                | 박성웅, 유인영, 이시언, 추소영, 이화, 황영희, 윤인조, 문세윤           | 이지효 | 이정섭 | 3.3%   |      |
| 7화  | 8월 28일  | 엄마의 섬                  | 김용림, 유오성, 남성진, 이상아, 홍경인, 이인혜, 정지아, 김지영         | 유병우 | 송현욱 | 3.8%   |      |
| 8화  | 9월 4일   | 연우의 여름                | 한예리, 임세미, 한주완, 김혜옥, 황정민, 정수영, 정인기, 김영옥, 박명훈 | 유보라 | 이나정 | 2.8%   |      |
| 9화  | 10월 2일  | 비의 나라                  | 정은채, 유민규, 최재웅, 유세형, 변준석                                 | 이아람 | 안준용 | 3.4%   |      |
| 10화 | 10월 9일  | 당신의 누아르              | 황찬성, 채정안, 홍경인, 김종수, 민성욱                                 | 김욱   | 이소연 | 4.0%   |      |
| 11화 | 10월 16일 | 그렇고 그런 사이           | 예지원, 송하윤, 조연우, 이영유, 성민                                   | 홍정희 | 한상우 | 4.1%   |      |
| 12화 | 10월 23일 | 마귀 - 파발, 지옥을 달리다 | 유오성, 이대연, 김영재, 이채영, 안지현, 정수영, 박수영, 엄태구, 원웅재 | 채승대 | 박현석 | 4.4%   |      |
| 13화 | 11월 3일  | 나에게로 와서 별이 되었다  | 김지석, 정소민, 이병준, 유소영, 남경민, 김동희                         | 김민정 | 황인혁 | 3.4%   |      |
| 14화 | 11월 10일 | 오빠와 미운 오리           | 이시언, 현승민, 문희경, 박준목, 오산하                                 | 최하늬 | 신현수 | 2.8%   |      |
| 15화 | 11월 17일 | 불청객                     | 강신일, 박주형, 엄현경, 유형관, 허성태                                 | 이은미 | 노상훈 | 2.7%   |      |
| 16화 | 11월 24일 | 아빠는 변태중              | 성지루, 방은희, 배누리, 한그루, 조희봉, 박우천                         | 김보연 | 김성윤 | 3.6%   |      |
| 17화 | 12월 1일  | 끈질긴 기쁨                | 류현경, 정은우, 이주승, 진경, 송민지, 허정민, 허준석                   | 장명우 | 김종연 | 4.0%   |      |
| 18화 | 12월 8일  | 진진                       | 윤진서, 신소율, 김다현, 이시언, 김민상, 한기웅                         | 김지우 | 차영훈 | 2.8%   |      |

### 2014년
| 회차 | 방송일    | 제목 (타이틀)         | 출연자 | 각본          | 연출   | 시청률 | 비고 |
| ---- | --------- | --------------------- | --- | ------------- | ------ | ------ | ---- |
| 1화  | 1월 26일  | 카레의 맛             | 전혜빈, 현우, 오미희, 정원규, 이매리, 우현, 이주우                                                                               | 홍정희        | 한상우 | 3.9%   |      |
| 2화  | 2월 2일   | 돌날                  | 김지영, 고영빈, 서유정, 김기연, 박준면, 서현철, 김도현, 정의갑, 안신우                                                           | 서유선        | 김영조 | 3.2%   |      |
| 3화  | 2월 23일  | 들었다 놨다           | 김C, 우희진, 신소율, 박준혁 | 유미경        | 이정섭 | 5.1%   |      |
| 4화  | 3월 2일   | 예쁘다 오만복         | 김향기, 박철민, 라미란, 해령, 신동우, 스잘, 박이사야, 이기찬, 윤선우, 노정의, 김현빈, 김지은                                     | 김미희        | 황인혁 | 2.6%   |      |
| 5화  | 3월 9일   | 곡비                  | 김유정, 서준영, 황미선, 임지은, 윤다경, 안지현, 안병경, 김지안, 이도연, 이가경                                                   | 허지영        | 이은진 | 3.8%   |      |
| 6화  | 3월 16일  | 나 곧 죽어            | 오정세, 김슬기, 김지현, 조현식, 이소윤, 최덕문, 유형관, 최대훈                                                                   | 유수훈        | 노상훈 | 2.8%   |      |
| 7화  | 3월 23일  | 내가 결혼하는 이유    | 박희본, 송종호, 홍종현, 윤주상, 성병숙, 김지원                                                                                   | 김은지        | 김성윤 | 4.1%   |      |
| 8화  | 3월 30일  | 괴물                  | 연준석, 강성민, 박병은, 김종수, 김희진, 신문성                                                                                   | 박필주        | 김종연 | 4.1%   |      |
| 9화  | 4월 6일   | 중학생 A양            | 이열음, 곽동연, 이한나, 김범준, 정재은, 고윤후                                                                                   | 김현정        | 백상훈 | 2.9%   |      |
| 10화 | 4월 13일  | 그런 사랑             | 배수빈, 이윤지, 최민철, 정규수                                                                                                   | 이주연        | 차영훈 | 2.5%   |      |
| 11화 | 5월 11일  | 18세                  | 서영주, 김흥수, 엄태구, 이지오, 최민성, 최무성, 박명훈                                                                           | 유보라        | 김진우 | 2.3%   |      |
| 12화 | 5월 18일  | 부정주차              | 온주완, 김상호, 장준유, 조재윤, 김사권, 하재숙, 고규필, 유재명                                                                   | 이민영        | 박진석 | 2.6%   |      |
| 13화 | 5월 25일  | 꿈꾸는 남자           | 양진우, 윤세아, 김민, 이승준 | 유정희        | 이응복 | 2.8%   |      |
| 14화 | 6월 1일   | 칠흑                  | 데니안, 곽정욱, 김선경, 송지유, 조시내, 곽민석, 강의식, 유세형, 조모세, 남태부, 이영은, 정민성                                   | 김미정        | 박기호 | 2.3%   |      |
| 15화 | 6월 8일   | 보미의 방             | 안서현, 이영아, 심형탁, 박해미, 정준원, 장대웅 (이하 우정출연) 서강준, 공명                                                      | 이하나        | 김상휘 | 2.1%   |      |
| 16화 | 9월 14일  | 그 여름의 끝          | 조은숙, 전진서, 이광기, 이가현, 박현정                                                                                           | 수연          | 김영진 | 3.2%   |      |
| 17화 | 9월 21일  | 세 여자 가출소동      | 서예지, 박해미, 장희진, 조영진, 최준용, 이한위, 김정학, 홍승진, 이준석, 이한종                                                   | 최해철        | 이민홍 | 3.5%   |      |
| 18화 | 10월 5일  | 다르게 운다           | 김소현, 손승원, 김희정, 엄효섭, 정인서                                                                                           | 이강          | 이응복 | 2.5%   |      |
| 19화 | 10월 12일 | 수상한 7병동          | 신이, 김정민, 이병준, 심은진, 김민찬, 송채환                                                                                     | 최용욱        | 이민정 | 2.4%   |      |
| 20화 | 10월 19일 | 간서치열전            | 한주완, 민지아, 정은우, 최대철, 안내상, 이대연, 임호, 길해연                                                                     | 이민영        | 박진석 | 2.7%   |      |
| 21화 | 10월 26일 | 추한 사랑             | 조달환, 구재이, 김영훈, 송민지, 박철민, 서동갑, 정영기, 김선하, 오희중                                                           | 안준용 이승현 | 안준용 | 2.7%   |      |
| 22화 | 11월 2일  | 마지막 퍼즐           | 윤태영, 정지윤, 김민상, 김민재, 염동헌, 이아현, 최대철, 박혁민, 이재인, 임욱진                                                   | 이정선        | 김정현 | 2.9%   |      |
| 23화 | 11월 9일  | 액자가 된 소녀        | 최종원, 정인선, 이재균, 진경, 정인기, 이세은, 공윤찬                                                                             | 이강          | 유종선 | 1.6%   |      |
| 24화 | 11월 16일 | 원혼                  | 안재모, 박은혜, 김민, 양준모, 김창환, 김주환, 유동근, 김민상, 신문성                                                             | 박재범        | 이재훈 | 1.4%   |      |
| 25화 | 11월 23일 | 내가 술을 마시는 이유 | 안석환, 오영실, 이초희, 김현준, 김준배, 김상원, 이진권                                                                           | 홍은애        | 전우성 | 1.8%   |      |
| 26화 | 11월 30일 | 아빠를 소개합니다     | 송하윤, 문지윤, 김민성, 김태형, 성병숙                                                                                           | 유정희        | 김영균 | 2.2%   |      |
| 27화 | 12월 7일  | 운동화를 신은 신부    | 이청아, 김진우, 이이경, 신보라, 유소영, 리민, 김재흥, 박영서, 최장원, 장지선, 고은성, 이서준, 진영범, 김승훈, 유건, 사희, 한지선 | 유정희        | 이은진 | 2.2%   |      |

### 2015년
|  | 1화 〈가만히 있으라〉(3월 13일)와 2화 〈바람은 소망하는 곳으로 분다〉(4월 3일)는 2부작으로 확대 편성되었으나 3화 〈머리심는 날〉부터는 다시 1부작으로 편성되었다. |

| 회차 | 방송일    | 제목 (타이틀)                   | 출연자 | 각본           | 연출   | 시청률                | 비고 |
| ---- | --------- | ------------------------------- | --- | -------------- | ------ | --------------------- | ---- |
| 1화  | 3월 13일  | 가만히 있으라                   | 이문식, 이주승, 채빈, 박건태, 조덕현, 기주봉, 김민상, 허준석, 박선우, 이철민, 신문성                                      | 손세린         | 김종연 | 3.7% (1부) 1.8% (2부) |      |
| 2화  | 3월 20일  | 바람은 소망하는 곳으로 분다     | 김영철, 데프콘, 최성원, 이원종, 서현철, 이영훈, 정진, 임현성, 김기천, 박길수, 임윤호, 이규섭                              | 홍순목         | 김용수 | 5.2% (1부) 4.1% (2부) |      |
| 3화  | 3월 27일  | 머리심는 날                     | 최태환, 하은설, 장성범, 이한위, 윤예희, 지대한, 이칸희, 김늘메, 김추월, 전헌태, 손선근, 이윤상, 이진목, 박대기, 故 송영학 | 백은경         | 유종선 | 3.6%                  |      |
| 4화  | 4월 3일   | 웃기는 여자                     | 문지인, 김지훈, 이도연, 홍윤화, 임도윤, 정윤민, 손성윤, 이상준, 이아린                                                    | 이정민         | 김형석 | 4.5% (1부) 2.9% (2부) |      |
| 5화  | 7월 31일  | 귀신은 뭐하나                   | 이준, 조수향, 오상진, 이용녀, 양조아, 소희정, 류태호, 이윤상, 이원종                                                      | 손세린         | 차영훈 | 3.2%                  |      |
| 6화  | 8월 7일   | 붉은 달                         | 김대명, 이항나, 박소담, 박하나, 김명곤, 조미령, 안지현, 김종현, 남현주, 정동규, 김윤태, 김현빈                            | 유영석         | 배경수 | 3.6%                  |      |
| 7화  | 8월 14일  | 라이브 쇼크                     | 백성현, 김지영, 여민주, 장세현, 김종수, 이승형, 김태한, 정동규, 한석준, 황진우, 이예진, 이원진                            | 김미정, 김효진 | 김동휘 | 3.3%                  |      |
| 8화  | 8월 21일  | 알젠타를 찾아서                 | 이수경, 김희정, 황세온, 이재용, 이현경, 최웅, 김민상, 김민재, 최예은, 오언종                                              | 이민재         | 김정현 | 1.3%                  |      |
| 9화  | 8월 28일  | 그 형제의 여름                  | 최권수, 박이사야, 유오성, 안미나, 조정치, 김수연, 정원, 임태환, 백시온, 허인영, 이재욱, 최승경, 강두                      | 정지은         | 이정미 | 2.9%                  |      |
| 10화 | 10월 24일 | 짝퉁 패밀리                     | 이하나, 이학주, 박종환, 길해연, 김원해, 조달환                                                                            | 손세린         | 안준용 | 2.1%                  |      |
| 11화 | 10월 31일 | 노량진역에는 기차가 서지 않는다 | 봉태규, 하승리, 김정운, 한성식, 정진각, 성병숙, 이상구, 동현배, 전헌태, 주부진, 채민희, 김창환, 서동진, 조민혜, 김지훈    | 김양기         | 이재훈 | 1.6%                  |      |
| 12화 | 11월 7일  | 낯선 동화                       | 김정태, 정윤석, 길정우, 정희태, 박민수, 유준홍, 지수원, 강문경, 이상화, 한동규, 김용진, 최호중, 이민성, 김지원            | 신수림         | 박진석 | 2.3%                  |      |
| 13화 | 11월 14일 | 비밀                            | 서은아, 김준배, 허지원, 조희봉, 이익준, 백승철, 손영순, 윤병희, 김도영, 이예린, 김상일, 최현준, 박예찬                    | 차연주         | 전우성 | 2.6%                  |      |
| 14화 | 11월 21일 | 아비                            | 신은정, 곽동연, 김규철, 최준용, 고보결, 반민정, 홍진기                                                                    | 유정희         | 김신일 | 3.7%                  |      |
| 15화 | 11월 28일 | 계약의 사내                     | 최명길, 오정세, 오의식, 박혜진, 최홍일, 박지아, 이훈진, 이봉규, 오희준, 남문철, 공호석, 이강욱, 전훈기                    | 임예진         | 임세준 | 1.5%                  |      |

### 2016년
| 회차 | 방송일    | 제목 (타이틀)   | 출연자 | 각본          | 연출   | 시청률 | 비고 |
| ---- | --------- | --------------- | --- | ------------- | ------ | ------ | ---- |
| 1화  | 9월 25일  | 빨간 선생님     | 이동휘, 정소민, 이채은, 조영진, 전수지, 이재균, 이민영, 박세완, 이유준, 박훈, 김민석, 문지홍 | 권혜지        | 유종선 | 2.4%   |      |
| 2화  | 10월 2일  | 전설의 셔틀     | 이지훈, 김진우, 서지훈, 최성민, 한은성, 김준표, 손동화, 정지환, 심재호, 문용일, 이성득 (이하 우정출연) 유오성, 전현무, 류담, 유민상 | 임소연        | 김동휘 | 3.1%   |      |
| 3화  | 10월 9일  | 한여름의 꿈     | 김희원, 김가은, 김보민, 이서환, 유주원, 이강욱, 박혜진, 양현민, 이타, 옥주리 (이하 특별출연) 류승수, 김현숙 | 손세린        | 조웅   | 2.9%   |      |
| 4화  | 10월 16일 | 즐거운 나의 집  | 손여은, 이상엽, 박하나, 김명수, 이일화, 임지규, 서동진 (이하 특별출연) 송윤아, 정희태, 옥택연 | 최윤석        | 최윤석 | 3.3%   |      |
| 5화  | 10월 23일 | 평양까지 이만원 | 한주완, 김영재, 미람, 서진원, 서민우, 김효진, 우상전, 최종률, 이용녀, 최효상, 권홍석, 서광재, 이미숙, 최교식, 허성태, 명재환, 강희중, 김용환, 김기현, 이나영, 서인권                                                                            | 김승원        | 김영균 | 2.2%   |      |
| 6화  | 10월 30일 | 동정 없는 세상  | 이주승, 강민아, 윤유선, 민성욱, 장유상, 김우혁, 이강욱, 송삼동, 신동훈, 김윤주, 윤부진, 김이안, 주수진, 윤화경, 오한결 (이하 우정출연) 박철민, 정이랑                                                                                           | 유정희        | 김동휘 | 2.0%   |      |
| 7화  | 11월 6일  | 국시집 여자     | 박병은, 전혜빈, 오대환, 심이영, 이정은, 유순웅, 이유준, 정지호, 김재철, 한태일, 유병선, 김그림, 마민희 (이하 특별출연) 김태우 | 김정주        | 김민경 | 2.1%   |      |
| 8화  | 11월 13일 | 웃음실격        | 조달환, 류화영, 박철민, 이학주, 구자은, 류태호, 김선하, 이갑선, 이유준, 신유주, 오희준, 박경혜, 권오경, 노강민, 김현정, 차지원 (이하 특별출연) 송영재, 김원해, 김창환, 황보라, 이광용, 김윤지, 이세라 (이하 우정출연) 정현석, 이승현            | 정찬미 기승태 | 안준용 | 1.9%   |      |
| 9화  | 11월 20일 | 아득히 먼 춤    | 이상희, 구교환, 차수연, 정영기, 장서경, 우지현, 이준영, 남명렬, 손민석, 김승훈, 이영석, 윤순심, 이재희, 김현, 강진아, 최대석, 이동용, 황우상, 이재문, 이바다, 신치영                                                                            | 이강          | 임세준 | 1.3%   |      |
| 10화 | 11월 27일 | 피노키오의 코   | 이유리, 이하율, 박찬환, 미람, 김예령, 김도영, 권혁, 이재욱, 박건락, 허인영, 한소정, 장준영, 김정우, 정현석, 이호열, 김형준, 이현웅, 박수민, 김사훈, 김상철 (이하 아역) 김지영, 이고은, 김보민 (이하 아나운서) 이각경, 강승화 (이하 기자) 황정호 | 김승원        | 이정미 | 2.8%   |      |

### 2017년
시즌 주제 : 멜로의 법칙 (The law of the melo)
| 회차 | 방송일    | 제목 (타이틀)                           | 출연자 | 각본   | 연출   | 시청률 | 비고  |
| ---- | --------- | --------------------------------------- | --- | ------ | ------ | ------ | ----- |
| 1화  | 9월 3일   | 우리가 계절이라면                       | 채수빈, 장동윤, 진영, 이준혁, 정인기, 남기애, 안승균, 김민규, 이현진, 윤다경, 이윤상, 손강국, 유지현, 이시원, 김유나, 황준우, 김보민, 이시훈                                           | 임예진 | 강수연 | 4.1%   |       |
| 2화  | 9월 10일  | 만나게 해, 주오 feat. 경성혼인 정보회사 | 손호준, 조보아, 백수장, 정이랑, 조재룡, 최병모, 전배수, 최다인, 송영재, 권수현, 조연호 (이하 우정출연) 홍현희                                                                          | 김은선 | 강민경 | 4.5%   |       |
| 3화  | 9월 17일  | 당신은 생각보다 가까이에 있다           | 이상엽, 김소은, 임화영, 곽희성, 동하, 김영희, 방지영 (이하 특별출연) 김원해, 남궁민, 옥택연                                                                                            | 최미경 | 최윤석 | 2.5%   |       |
| 4화  | 9월 24일  | 혼자 추는 왈츠                          | 문가영, 여회현, 하지은, 조인우, 문호진, 변진수, 김명선, 김효명, 최우영, 한대관, 오지연, 이다해, 신율이, 남승우, 장해민, 김주영, 최나무, 박혜진, 한재웅, 임시우, 진주연, 김진주, 지서아 | 권혜지 | 황승기 | 3.3%   |       |
| 5화  | 10월 4일  | 정마담의 마지막 일주일                  | 라미란, 신린아, 박정학, 이봉련, 윤경호, 주석태, 최희진, 원현준, 배정화, 박세완, 조영선, 김종태, 김미경, 송하림, 김도혜, 김하유 (이하 우정출연) 송영재                                  | 김세랑 | 강민경 | 3.7%   | [ 6 ] |
| 6화  | 10월 5일  | 강덕순 애정 변천사                      | 김소혜, 오승윤, 박서연, 박규영, 심영은, 김여진, 백현주, 홍성덕 (이하 우정출연) 서진원, 한가림                                                                                          | 백소연 | 황승기 | 2.9%   | [ 6 ] |
| 7화  | 10월 15일 | 나쁜 가족들                             | 신은경, 이준혁, 홍서영, 송지호, 백수련, 박성훈, 장동주, 김왕근, 김수민, 박영수, 정의순, 장주연, 신윤정, 차명욱, 공민정, 장격수, 김진모, 서왕석, 김용진, 옥주리, 박미나                 | 권혜지 | 김민경 | 3.6%   |       |
| 8화  | 10월 22일 | 우리가 못 자는 이유                     | 임지규, 임세미, 이대연, 황영희, 김강현, 류아벨, 김세아, 김효숙, 김희창, 김유정, 정지호, 차종호, 이새로미, 조지승                                                                       | 백소연 | 강수연 | 4.0%   |       |
| 9화  | 10월 29일 | SLOW                                    | 곽동연, 정수지, 기도훈, 남태부, 최광일, 이원섭, 박종현, 고길주 (이하 특별출연) 허구연, 조성환                                                                                          | 김주만 | 임세준 | 1.7%   |       |
| 10화 | 11월 5일  | 까까머리의 연애                         | 강연정, 김정현, 민진웅, 이정은, 오나라, 이서환, 박규영, 신덕호, 김미경, 김보정, 김중돈, 유순웅, 이강욱, 임재근, 이규희, 오승희, 지성근, 김송, 정현석, 이선영, 고도연, 강기둥           | 이진석 | 조웅   | 2.1%   |       |

### 2018년
| 회차 | 방송일    | 제목 (타이틀)        | 출연자 | 각본          | 연출   | 시청률 | 비고 |
| ---- | --------- | -------------------- | --- | ------------- | ------ | ------ | ---- |
| 1화  | 9월 14일  | 나의 흑역사 오답노트 | 전소민, 박성훈, 오동민, 송지인, 서상원, 박선희, 민경옥, 최설, 이다해, 박원석, 이재영, 조충현, 김선근 | 배수영        | 황승기 | 2.2%   |      |
| 2화  | 9월 21일  | 잊혀진 계절          | 김무열, 고보결, 정준원, 고민시, 재호, 이지하, 이대연, 송영재, 주인영, 장태민, 김종호, 원종선, 오일영, 임용순, 임재근, 신선희, 유승일, 신난애, 박현경, 유연미, 이준호, 문용일, 황명환, 유경훈, 임지현, 박주원, 재호 (이하 특별출연) 박현숙 | 김성준        | 김민태 | 2.7%   |      |
| 3화  | 9월 28일  | 참치와 돌고래        | 박규영, 윤박, 정건주, 김수진, 이승훈, 허동원, 김미우, 서유리, 강민주, 이채서, 박영수, 장태민 고세희, 서인성, 주예림 (이하 특별출연) 장동윤                                                                                                | 이정은        | 송민엽 | 2.0%   |      |
| 4화  | 10월 5일  | 너무 한낮의 연애     | 최강희, 고준, 박세완, 전성우, 김주헌, 임성미, 윤성원, 김경일, 전병욱, 김도빈, 최유진, 김유정, 김대환 (이하 특별출연) 길해연, 김민상, 우미화, 이유준, 정영기, 이재원, 이원근                                                               | 김금희 (원작) | 유영은 | 1.6%   |      |
| 5화  | 10월 12일 | 미스김의 미스터리    | 김다솜, 권혁수, 김진우, 이채은, 박철민, 문태유, 허동원 | 박선희        | 김신일 | 2.6%   |      |
| 6화  | 10월 19일 | 이토록 오랜 이별     | 장희진, 임주환, 정욱진, 정재성, 백은혜, 송진우, 유인수, 하민, 우성은, 좌채원, 정치인 | 김주희        | 송민엽 | 2.7%   |      |
| 7화  | 10월 26일 | 도피자들             | 이학주, 김새벽, 최유화, 김주헌, 최유송, 임성재, 서상종, 김대환, 김동하 (이하 특별출연) 김원해 | 백소연        | 유영은 | 1.1%   |      |
| 8화  | 11월 2일  | 엄마의 세 번째 결혼  | 이열음, 이일화, 김영옥, 한인수, 연준석, 박유현, 김동규, 박현정, 이원발, 박성준, 김민, 김하늘, 임호, 차수미, 김윤서, 신비, 이수진, 황영은 (이하 특별출연) 전원주                                                                           | 정미희        | 김영진 | 3.8%   |      |
| 9화  | 11월 9일  | 너와 나의 유효기간   | 신현수, 이다인, 민진웅, 주은, 김영대 | 정미희        | 김민태 | 2.1%   |      |
| 10화 | 11월 16일 | 닿을 듯 말 듯        | 박유나, 김민석, 박한솔, 정원창, 우기훈, 김승필, 정우일, 문기영, 한영균, 오승희 | 배수영        | 황승기 | 1.3%   |      |

### 2019년
| 회차 | 방송일    | 제목 (타이틀)    | 출연자 | 각본          | 연출   | 시청률 | 비고 |
| ---- | --------- | ---------------- | --- | ------------- | ------ | ------ | ---- |
| 1화  | 9월 27일  | 집우집주         | 이주영, 김진엽, 한재이, 윤유선, 서현철, 이정열, 김난희, 장다경, 백현주, 김재철, 이타, 박윤식, 김시헌, 우성은, 이현서, 정호, 전진우, 신용진, 이한서, 김지아, 박예찬 (이하 특별출연) 지수원, 최대철, 이창욱 | 이강          | 이현석 | 1.2%   |      |
| 2화  | 10월 4일  | 웬 아이가 보았네 | 태항호, 김수인, 김기천, 임형준, 진경 | 김예나        | 나수지 | 1.8%   |      |
| 3화  | 10월 11일 | 렉카             | 이태선, 강기둥, 조희봉, 장율, 유수빈, 이윤선, 문정기, 김현, 김도경, 지성근, 안희주, 최가인, 김화중, 최성희, 윤종인, 김미연 서이수, 오한결 (이하 특별출연) 전배수, 정원중                                  | 윤지형        | 이호   | 1.0%   |      |
| 4화  | 10월 18일 | 그렇게 살다      | 정동환, 주석태, 이칸희, 김기천, 백승익 | 최자원        | 김신일 | 2.1%   |      |
| 5화  | 10월 25일 | 스카우팅 리포트  | 최원영, 이도현, 유지연, 김지훈, 이현균, 전국향, 이황의 | 이주영        | 송민엽 | 1.4%   |      |
| 6화  | 11월 1일  | 굿바이 비원      | 김가은, 정준원, 정이서, 이연, 이지하, 이대연, 조련 | 조아라 김민태 | 김민태 | 1.0%   |      |
| 7화  | 11월 8일  | 사교-땐스의 이해 | 신도현, 안승균, 김도완, 배윤경, 안길강, 백지원, 민도희, 김선영, 백수희 | 이강          | 유영은 | 1.1%   |      |
| 8화  | 11월 15일 | 때빼고 광내고    | 박은석, 나혜미, 강지현, 임지규, 병헌 | 배수영        | 나수지 | 1.5%   |      |
| 9화  | 11월 22일 | 감전의 이해      | 주민경, 장인섭, 윤지온, 오륭, 지헤라, 도상우 | 김승원        | 이호   | 1.1%   |      |
| 10화 | 11월 29일 | 히든             | 류현경, 서동현, 오연아, 유재상, 양대혁, 최대훈 | 윤지형        | 이현석 | 1.2%   |      |

### 2020년
| 회차 | 방송일    | 제목 (타이틀)         | 출연자 | 각본   | 연출   | 시청률 | 비고 |
| ---- | --------- | --------------------- | --- | ------ | ------ | ------ | ---- |
| 1화  | 11월 7일  | 모단걸                | 진지희, 김시은, 윤지온, 오승훈, 송지우, 박지원, 기은수, 김현균, 이수용, 이강민, 오준민, 마현지 (이하 특별출연) 김명수, 임원희         | 나미진 | 홍은미 | 3.1%   |      |
| 2화  | 11월 14일 | 크레바스              | 윤세아, 지승현, 김형묵, 김경민, 윤부진, 변호준, 김수경, 안영미, 이지연 (이하 특별출연) 김병기                                         | 여명재 | 유관모 | 2.3%   |      |
| 3화  | 11월 19일 | 나의 가해자에게       | 김대건, 문유강, 우다비, 이연, 오일영, 박윤영 (이하 특별출연) 한상진, 김재화, 류태호                                                   | 강한   | 나수지 | 1.5%   |      |
| 4화  | 11월 21일 | 일의 기쁨과 슬픔      | 고원희, 강말금, 오민석, 송진우, 김영, 김보정, 김은수, 차동하, 손진오, 김영준, 신혜리, 김주영, 윤성원, 조성진 (이하 특별출연) 류진     | 최자원 | 최상열 | 1.8%   |      |
| 5화  | 11월 26일 | 고백하지 않는 이유    | 신현수, 고민시, 황희, 강승현, 김요한, 유수빈, 민준현, 오준호, 구여림, 이재희, 신경림 (이하 특별출연) 고인범, 윤복인                   | 윤경아 | 홍은미 | 0.8%   |      |
| 6화  | 11월 28일 | 그곳에 두고 온 라일락 | 이한위, 정유민, 설정환, 김규철, 유민상, 하재숙, 홍지윤, 김덕현, 손영순, 심소연, 김진서, 이선영, 김상철 (이하 특별출연) 김동건, 김승욱 | 박광연 | 박기현 | 2.1%   |      |
| 7화  | 12월 3일  | 나들이                | 손숙, 정웅인, 정기섭, 김소희, 박수민, 성노진, 김영희, 이채경, 오일영, 김미지, 김주아, 이영주, 전은미, 손솔                            | 여명재 | 유관모 | 2.2%   |      |
| 8화  | 12월 10일 | 도둑잠                | 김보라, 동하, 황보라, 공유림, 신윤정, 김민성, 강춘성, 민구경, 박영수, 구본웅, 이영준, 장영현, 김상철, 강수빈, 이은강, 김민정          | 박광연 | 최상열 | 1.8%   |      |
| 9화  | 12월 17일 | 연애의 흔적           | 이유영, 이상엽, 홍인, 박미현, 이서환, 정채이, 원춘규, 이정형, 심승아 (이하 특별출연) 김주헌                                           | 정현   | 유영은 | 1.4%   |      |
| 10화 | 12월 24일 | 원나잇                | 김성철, 김미수, 장성범, 조희봉, 강형석, 박강섭, 심재현, 양택호, 김세준, 김형명, 김민희, 나서경, 구본진, 이선영 (이하 특별출연) 백현주 | 임지은 | 이호   | 1.7%   |      |

### 2021년
|  | 당초 10편이 방영될 예정이었지만, 2화 《F20》는 시청자 및 시민 단체들의 반발로 미방영되어 총 9편만 방영되었다. |

| 회차                            | 방송일                    | 제목 (타이틀)                   | 출연자                                                               | 각본                      | 연출                      | 시청률                    | 비고                      |
| TV 시네마 시리즈 (총 3편)       | TV 시네마 시리즈 (총 3편) | TV 시네마 시리즈 (총 3편)       | TV 시네마 시리즈 (총 3편)                                            | TV 시네마 시리즈 (총 3편) | TV 시네마 시리즈 (총 3편) | TV 시네마 시리즈 (총 3편) | TV 시네마 시리즈 (총 3편) |
| ------------------------------- | ------------------------- | ------------------------------- | -------------------------------------------------------------------- | ------------------------- | ------------------------- | ------------------------- | ------------------------- |
| 1화                             | 10월 22일                 | 희수                            | 전소민, 박성훈, 김윤슬, 김강현, 박하나                               | 염제이                    | 최상열                    | 1.2%                      |                           |
| -                               | 미방영                    | F20                             | 김정영, 장영남, 김강민, 이지아, 유서진, 김미화, 유동훈               | 채우                      | 홍은미                    |                           |                           |
| 2화                             | 11월 5일                  | 통증의 풍경                     | 안내상, 길해연, 백지원, 차순배, 이신기                               | 권혁진 송슬기             | 임세준                    | 1.2%                      |                           |
| 3화                             | 11월 12일                 | 사이렌                          | 최진혁, 박성연, 조달환, 구자성, 류태호                               | 안준용                    | 고우진                    | 1.2%                      |                           |
| 오리지널 단막극 시리즈 (총 6편) |                           |                                 |                                                                      |                           |                           |                           |                           |
| 4화                             | 11월 19일                 | 딱밤 한 대가 이별에 미치는 영향 | 신예은, 강태오, 홍경, 하윤경                                         | 김미경                    | 구성준                    | 1.3%                      |                           |
| 5화                             | 11월 26일                 | BE;TWIN (비트윈)                | 성유빈, 홍수주, 김영웅, 신주협, 김현목                               | 염제이                    | 최연수                    | 0.7%                      |                           |
| 6화                             | 12월 3일                  | 그녀들                          | 김새론, 정다은, 서은영, 이하영                                       | 강한                      | 이웅희                    | 1.6%                      |                           |
| 7화                             | 12월 10일                 | 셋                              | 소주연, 정이서, 조인, 김종태, 정유미, 최솔희, 박윤영, 소아린, 이가연 | 이남희                    | 구성준                    | 1.0%                      |                           |
| 8화                             | 12월 17일                 | 보통의 재화                     | 곽선영, 최대훈, 김나연, 강애심, 최홍일, 오동민, 오혜원               | 김성준                    | 최연수                    | 0.7%                      |                           |
| 9화                             | 12월 24일                 | 기억의 해각                     | 문근영, 조한선, 강상준                                               | 박재윤                    | 이웅희                    | 1.3%                      |                           |

### 2022년
| 회차                 | 방송일               | 제목 (타이틀)        | 출연자                                    | 각본                 | 연출                 | 비고                 |
| UHD 단막극 (총 10편) | UHD 단막극 (총 10편) | UHD 단막극 (총 10편) | UHD 단막극 (총 10편)                      | UHD 단막극 (총 10편) | UHD 단막극 (총 10편) | UHD 단막극 (총 10편) |
| -------------------- | -------------------- | -------------------- | ----------------------------------------- | -------------------- | -------------------- | -------------------- |
| 1화                  | 11월 16일            | 얼룩                 | 차학연, 변서윤, 이시우 外                 | 여명재               | 이민수               |                      |
| 2화                  | 11월 17일            | 방종                 | 김기해, 손상경, 박정표, 김상우 外         | 위재화               | 최정은               |                      |
| 3화                  | 12월 1일             | 프리즘               | 김민철, 홍서희 外                         | 위재화               | 이대경               |                      |
| 4화                  | 12월 7일             | 열아홉 해달들        | 신은수, 김재원 外                         | 고우진               | 김수진               |                      |
| 5화                  | 12월 8일             | 낯선 계절에 만나     | 한지은, 김건우 外                         | 여명재               | 이민수               |                      |
| 6화                  | 12월 14일            | 팬티의 계절          | 강승윤, 최재섭, 강성훈, 우민규 外         | 이지우               | 최정은               |                      |
| 7화                  | 12월 15일            | 아쉬탕가를 아시나요  | 주종혁, 배윤경 外                         | 염제이               | 이대경               |                      |
| 8화                  | 12월 21일            | 양들의 침묵          | 김새벽, 전혜원 外                         | 강한                 | 김수진               |                      |
| 9화                  | 12월 22일            | 귀못                 | 박하나, 허진, 정영주 外                   | 탁세웅               | 탁세웅               |                      |
| 10화                 | 12월 28일            | 유포자들             | 박성훈, 김소은, 송진우, 박주희, 임나영 外 | 정우철               | 홍석구               |                      |

### 2023년
| 회차                 | 방송일               | 제목 (타이틀)                      | 출연자                                                    | 각본                         | 연출                 | 비고                 |
| UHD 단막극 (총 10편) | UHD 단막극 (총 10편) | UHD 단막극 (총 10편)               | UHD 단막극 (총 10편)                                      | UHD 단막극 (총 10편)         | UHD 단막극 (총 10편) | UHD 단막극 (총 10편) |
| -------------------- | -------------------- | ---------------------------------- | --------------------------------------------------------- | ---------------------------- | -------------------- | -------------------- |
| 1화                  | 10월 14일            | 극야                               | 이재원, 최성원, 김강현, 윤세웅 外                         | 최자원                       | 장민석               |                      |
| 2화                  | 10월 21일            | 반쪽짜리 거짓말                    | 김시우, 안세빈, 민지아, 김원해, 박지아 外                 | 윤태우                       | 이현경               |                      |
| 3화                  | 10월 28일            | 도현의 고백                        | 이연, 차선우, 김영아, 신소율, 김민경, 조연진 外           | 조일연                       | 서용수               |                      |
| 4화                  | 11월 4일             | 우리들이 있었다                    | 김현수, 강나언, 이민재, 고성민 外                         | 윤태우                       | 함영걸               |                      |
| 5화                  | 11월 11일            | 폭염주의보                         | 문우진, 박서경, 최현진, 김지성, 정희태, 허동원, 김광규 外 | 최이경                       | 장민석               |                      |
| 6화                  | 11월 18일            | 마님은 왜 마당쇠에게 고기를 주었나 | 박하선, 김주헌 外                                         | 위재화                       | 함영걸               |                      |
| 7화                  | 11월 25일            | 고백공격                           | 김도훈, 채원빈, 박성준 外                                 | 최이경                       | 이현경               |                      |
| 8화                  | 12월 2일             | 오버랩 나이프, 나이프              | 김동휘, 조아람, 심이영, 주석태, 서이서 外                 | 권오주                       | 서용수               |                      |
| 9화                  | 12월 9일             | 그림자 고백                        | 최민기, 박상남, 홍승희, 함은정 外                         | 박은서                       | 이대경               |                      |
| 10화                 | 12월 16일            | 수운잡방                           | 윤산하, 김강민, 백성현 外                                 | 김익현, 조수영 (각색 : 김럽) | 최연수               |                      |

### 2024년
| 회차                | 방송일              | 제목 (타이틀)       | 출연자 | 각본                | 연출                | 비고                |
| UHD 단막극 (총 5편) | UHD 단막극 (총 5편) | UHD 단막극 (총 5편) | UHD 단막극 (총 5편)                                                                                       | UHD 단막극 (총 5편) | UHD 단막극 (총 5편) | UHD 단막극 (총 5편) |
| ------------------- | ------------------- | ------------------- | --- | ------------------- | ------------------- | ------------------- |
| 1화                 | 2024년 11월 5일     | 사관은 논한다       | 탕준상, 남다름, 윤나무, 최희진, 서진원, 김다흰, 정우재, 이순원, 조한철, 주연우, 정승진, 최예찬, 이천무 外 | 임의정              | 이가람              |                     |
| 2화                 | 2024년 11월 12일    | 핸섬을 찾아라       | 오승훈, 한은성, 이우태, 김준범, 홍종현 (특별출연) 外                                                      | 이남희              | 손석진              |                     |
| 3화                 | 2024년 11월 26일    | 영복, 사치코        | 강미나, 최리, 하준 外                                                                                     | 고우진              | 박단비              |                     |
| 4화                 | 2024년 12월 3일     | 모퉁이를 돌면       | 정건주, 최희진 外                                                                                         | 석연화              | 이해우              |                     |
| 5화                 | 2024년 12월 10일    | 발바닥이 뜨거워서   | 오예주, 김강민, 박호산, 양의진 外                                                                         | 한봄                | 이진아              |                     |

### 2025년
| 회차                 | 방송일               | 제목 (타이틀)        | 출연자               | 각본                 | 연출                 | 비고                 |
| UHD 단막극 (총 10편) | UHD 단막극 (총 10편) | UHD 단막극 (총 10편) | UHD 단막극 (총 10편) | UHD 단막극 (총 10편) | UHD 단막극 (총 10편) | UHD 단막극 (총 10편) |
| -------------------- | -------------------- | -------------------- | -------------------- | -------------------- | -------------------- | -------------------- |
| 1화                  |                      |                      |                      |                      |                      |                      |
| 2화                  |                      |                      |                      |                      |                      |                      |
| 3화                  |                      |                      |                      |                      |                      |                      |
| 4화                  |                      |                      |                      |                      |                      |                      |
| 5화                  |                      |                      |                      |                      |                      |                      |
| 6화                  |                      |                      |                      |                      |                      |                      |
| 7화                  |                      |                      |                      |                      |                      |                      |
| 8화                  |                      |                      |                      |                      |                      |                      |
| 9화                  |                      |                      |                      |                      |                      |                      |
| 10화                 |                      |                      |                      |                      |                      |                      |

## 수상 경력
- 2010년 KBS 연기대상 연작·단막극상 - 손현주 (〈텍사스 안타〉)
- 2010년 KBS 연기대상 연작·단막극상 - 이선균 (〈조금 야한 우리 연애〉)
- 2010년 KBS 연기대상 연작·단막극상 - 정유미 (〈위대한 계춘빈〉)
- 2011년 KBS 연기대상 연작·단막극상 - 이희준 (〈완벽한 스파이〉, 〈큐피드 팩토리〉)
- 2011년 KBS 연기대상 연작·단막극상 - 최수종 (〈아들을 위하여〉)
- 2011년 KBS 연기대상 연작·단막극상 - 한은정 (〈사백년의 꿈〉)
- 2011년 KBS 연기대상 연작·단막극상 - 유진 (〈화평공주 체중감량사〉)
- 2012년 KBS 연기대상 연작·단막극상 - 성준 (〈습지생태 보고서〉)
- 2012년 KBS 연기대상 연작·단막극상 - 연우진 (〈보통의 연애〉)
- 2012년 KBS 연기대상 연작·단막극상 - 유다인 (〈보통의 연애〉)
- 2012년 KBS 연기대상 연작·단막극상 - 박신혜 (〈걱정마세요 귀신입니다〉)
- 2013년 서울 드라마 어워즈 남자 연기자상 - 이문식 (〈상권이〉)
- 2013년 KBS 연기대상 연작·단막극상 - 유오성 (〈마귀 - 파발, 지옥을 달리다〉, 〈엄마의 섬〉)
- 2013년 KBS 연기대상 연작·단막극상 - 한예리 (〈연우의 여름〉)
- 2014년 KBS 연기대상 연작·단막극상 - 조달환 (〈추한 사랑〉)
- 2014년 KBS 연기대상 연작·단막극상 - 김소현 (〈다르게 운다〉)
- 2014년 KBS 연기대상 청소년 연기상 - 안서현 (〈보미의 방〉)
- 2015년 KBS 연기대상 연작·단막극상 - 이하나 (〈짝퉁 패밀리〉)
- 2015년 KBS 연기대상 연작·단막극상 - 봉태규 (〈노량진역에는 기차가 서지 않는다〉)
- 2015년 KBS 연기대상 청소년 연기상 - 최권수 (〈그 형제의 여름〉)
- 2016년 KBS 연기대상 연작·단막극상 - 이동휘 (〈빨간 선생님〉)
- 2017년 서울 드라마 어워즈 단편 우수 작품상 - (〈빨간 선생님〉)
- 2017년 KBS 연기대상 연작·단막극상 - 여회현 (〈혼자 추는 왈츠〉)
- 2017년 KBS 연기대상 연작·단막극상 - 라미란 (〈정마담의 마지막 일주일〉)
- 2018년 KBS 연기대상 연작·단막극상 - 윤박 (〈참치와 돌고래〉)
- 2018년 KBS 연기대상 연작·단막극상 - 이일화 (〈엄마의 세 번째 결혼〉)
- 2019년 KBS 연기대상 연작·단막극상 - 정동환 (〈그렇게 살다〉)
- 2019년 KBS 연기대상 연작·단막극상 - 이주영 (〈집우집주〉)
- 2019년 KBS 연기대상 연작·단막극상 - 이도현 (〈스카우팅 리포트〉)
- 2020년 KBS 연기대상 연작·단막극상 - 이한위 (〈그곳에 두고 온 라일락〉)
- 2020년 KBS 연기대상 연작·단막극상 - 손숙 (〈나들이〉)
- 2020년 KBS 연기대상 연작·단막극상 - 이유영 (〈연애의 흔적〉)
- 2021년 KBS 연기대상 드라마스페셜 TV 시네마상 - 박성훈 (〈희수〉)
- 2021년 KBS 연기대상 드라마스페셜 TV 시네마상 - 전소민 (〈희수〉)
- 2021년 KBS 연기대상 드라마스폐설 TV 시네마상 - 김새론 (〈그녀들〉)
- 2022년 KBS 연기대상 스페셜 TV 시네마상 - 차학연 ( <얼룩> )
- 2022년 KBS 연기대상 스페셜 TV 시네마상 - 신은수 (<열아홉 해달들>)
- 2023년 KBS 연기대상 남자 청소년 연기상 - 문우진 (<폭염주의보>)
- 2023년 KBS 연기대상 드라마스페셜 TV시네마상 - 이재원 (<극야>)
- 2023년 KBS 연기대상 드라마스페셜 TV시네마상 - 채원빈 (<고백공격>)
- 2023년 KBS 연기대상 드라마스페셜 TV시네마상 - 홍승희 (<그림자 고백>)
- 2023년 KBS 연기대상 여자 조연상 - 강경헌 (<그림자 고백>)

## 같이 보기
| - KBS 문예극장 - KBS TV 문학관 - KBS 드라마 초대석 - KBS 논픽션 드라마 - KBS TV 문예극장 - KBS 신 TV 문학관 - KBS HDTV 문학관 - KBS 드라마게임 - KBS 드라마 스페셜 (구) - KBS 테마 드라마 - KBS 금요극장 - KBS 일요베스트 - KBS 드라마시티 - KBS 드라마 스페셜 (신) - KBS 드라마 스페셜 연작 시리즈 - KBS 웹드라마 스페셜 - KBS 청소년문학관 - KBS 가요드라마 | - MBC 베스트셀러극장 - MBC 금요극장 - MBC TV 피처 - MBC 베스트극장 - MBC 일요 드라마 극장 - MBC 드라마 페스티벌 - SBS 여성극장 - SBS 70분드라마 - SBS 오픈드라마 남과여 - JTBC 드라마페스타 - tvN 드라마 스테이지 - tvN 드라마 O'PENing |